# Challenger de Singapur
El Singapore ATP Challenger es un torneo profesional de tenis. Pertenece al ATP Challenger Series. Se juega desde el año 2011 sobre pistas duras, en Singapur.

## Palmarés

### Individuales
| Año  | Campeón         | Finalista    | Resultado |
| ---- | --------------- | ------------ | --------- |
| 2011 | Dmitry Tursunov | Lukáš Rosol  | 6–4, 6–2  |
| 2012 | Lu Yen-hsun     | Go Soeda     | 6–3, 6–4  |
| 2013 | Bandera de ?    | Bandera de ? |           |

### Dobles
| Año  | Campeones                     | Finalistas                            | Resultado        |
| ---- | ----------------------------- | ------------------------------------- | ---------------- |
| 2011 | Scott Lipsky David Martin     | Sanchai Ratiwatana Sonchat Ratiwatana | 5–7, 6–1, [10–8] |
| 2012 | Kamil Čapkovič Amir Weintraub | Hsieh Cheng-peng Lee Hsin-han         | 6–4, 6–4         |
| 2013 | Bandera de ? · Bandera de ?   | Bandera de ? · Bandera de ?           |                  |